# 1952년 뉴욕 영화 비평가 협회상
제18회 뉴욕 영화 비평가 협회상은 1952년 영화를 대상으로 하는 시상식이다.

## 수상 및 후보

### 작품상
- 하이 눈

### 감독상
- 하이 눈 - 프레드 진네만 수상

### 여우주연상
- 사랑하는 시바여 돌아오라 - 셜리 부스 수상

### 남우주연상
- 소리의 장벽 - 랠프 리처드슨 수상

### 외국영화상
- 금지된 장난